# Genevieve Cortese
Genevieve Cortese (San Francisco, California, 8 de enero de 1981) es una actriz estadounidense, conocida por sus actuaciones en las series Wildfire y Supernatural.

## Biografía
Creció en las afueras de San Francisco, hasta que tenía 13 años, que fue cuando sus padres decidieron mudarse a la ciudad de Whitefish (Montana). Después de un año, su familia se fue en un viaje por carretera observando diferentes ciudades de esquí y terminaron en Sun Valley (Idaho), que Genevieve considera prácticamente su hogar.
Genevieve posee un título de bachiller en drama y egresó de la Tisch School of the Arts, de la Universidad de New York. Tiene una hermana y 2 hermanos varones. Ama actuar, el snowboarding, el surfing, el fútbol, correr y leer. Otra de sus grandes pasiones es montar a caballo (aprendió de su madre y fue quien le contagió esta pasión). Sus libros favoritos son Lolita y The Sound and the Fury.
Antes de actuar en la serie Wildfire en 2005, Cortese fue una actriz de teatro participando en producciones regionales de El sueño de una noche de verano, One Flew Over the Cuckoo's Nest, Crimes of the Heart y Joseph and the Amazing Technicolor Dreamcoat. Ese mismo año participó en la serie Supernatural.
El 27 de febrero de 2010 se casó en Idaho con el también actor Jared Padalecki, a quien conoció en el set de Supernatural, dos años después de anunciar su compromiso en marzo de 2012 nació su primer hijo, Thomas Colton Padalecki. El 22 de diciembre dio a luz a su segundo hijo, así lo anunció su marido Jared Padalecki vía Twitter. Y a principios del 2017 tuvieron su tercer hijo, que después confirmaron era una niña a la que llamaron Odette Padalecki.
Desde el 2009 no ha vuelto a actuar salvo en algunas actuaciones especiales en la serie Supernatural.

## Filmografía
| Año       | Título        | Rol                         | Notas                                                                                          |
| --------- | ------------- | --------------------------- | ---------------------------------------------------------------------------------------------- |
| 2005      | The Dead Zone | Chloe Greeg / Laura Tierney | Episode: "Still Life"; credited as Jennifer Cortese                                            |
| 2005–2008 | Wildfire      | Kris Furillo                | Elenco principal, serie de TV (51 episodios)                                                   |
| 2008–2020 | Supernatural  | Ruby/Ella misma             | Elenco recurrente (temporada 4), Invitada (temporada 6 y 15); 13 episodios, serie de TV The CW |
| 2009–2010 | FlashForward  | Tracy Stark                 | Elenco recurrente, serie de TV (10 episodios)                                                  |
| 2021–2024 | Walker        | Emily Walker                | Elenco recurrente (temporada 1), Invitada (temporada 2-4); 12 episodios, serie de TV The CW    |

## Teatro
| Título                                       |
| -------------------------------------------- |
| El sueño de una noche de verano              |
| One Flew Over the Cuckoo's Nest              |
| Crimes of the Heart                          |
| Joseph and the Amazing Technicolor Dreamcoat |